# James M. Affolter
James M. Affolter (1964 ) es un botánico y profesor estadounidense. Desarrolla actividades académicas como docente y Director de Investigación en el Jardín Botánico del Estado de Georgia, Departamento de Horticultura, Universidad de Georgia.
En 1978 obtuvo su M.Sc. en botánica por la Universidad de Míchigan, y el Ph.D. en la misma materia y en la misma Universidad.
Mantiene colaboración a largo plazo con investigadores de Córdoba (Argentina), promoviendo la explotación sostenible y la producción de hierbas amenazadas por la recolección excesiva comercial. También ha jugado un papel central en el desarrollo del nuevo Jardín Botánico de San Luis en el campus de la UGA, en la región de Monteverde (Costa Rica).

## Algunas publicaciones
- c.a. Radcliffe, james m. Affolter, h.y. Wetzstein. 2001. In Vitro Propagation of Multiple Genotypes of Elliottia racemosa Collected from the Wild. HortScience 46: 287-290

- -------------------, ------------------------, --------------------. 2010. Flower morphology and development in Georgia plume, Elliottia racemosa (Ericaceae), a rare coastal plain endemic. J. Amer. Soc. Hort. Sci. 135: 487-493

- k.a. Pickens, j. Wolf, james m. Affolter, h.y. Wetzstein. 2006. Adventitious bud development and regeneration in Tillandsia eizii in vitro. Cell. Dev. Biol. Plant 42:348-353

- ----------------, james m. Affolter, h.d. Wolf, h.y. Wetzstein. 2003. Enhanced germination and seedling growth of Tillandsia eizzi in vitro. HortScience 38:101-104

- marta Lagrotteria, james m. Affolter. 1999. Sustainable Production and Harvest of Medicinal and Aromatic Herbs in the Sierras de Cordoba Region, Argentina. En: Nazarea, Virginia D. (ed.) Ethnoecology. Univ. de Arizona. pp. 175-189

- lincoln Constance, james m. Affolter. 1997. A Pair of Species of Tauschia Schltdl. (Umbelliferae/Apiaceae) from Mexico. Brittonia 49 ( 4): 458-462

- james m. Affolter, Mollie Henry. 1995. People and Plants: Cultural and Historical Connections : a Lecture Series Celebrating the Opening of the International Garden, the State Botanical Garden of Georgia. Editor State Bot. Garden of Georgia, 49 pp.

- ------------------------. 1985. A Monograph of the Genus Lilaeopsis (Umbelliferae). Systematic Botany Monographs 6. Edición ilustrada de Am. Soc. of Plant Taxonomists, 140 pp. ISBN 0912861061

- a. spencer Tomb, gordon c. Tucker, james m. Affolter, lisa a. Standley, mark a. Schlessman, patrick e. Elvander, wayne j. Elisens. 1985. Monograph of the Maurandyinae (Scrophulariaceae-Antirrhineae). Monograph publishing: Sponsor series. Editor Am. Soc. of Plant Taxonomists, 97 pp. ISBN 0835705277

- La abreviatura «Affolter» se emplea para indicar a James M. Affolter como autoridad en la descripción y clasificación científica de los vegetales.[1]